# Ane Azkona
Ane Azkona Fuente (Pamplona, 15 de julio de 1998) es una futbolista española. Juega de Delantera (fútbol)  en el Athletic Club de Bilbao de la Primera División de España. Es campeona de Europa Sub-19 en 2017.

## Trayectoria
Azkona empezó a jugar a futbol a la tardía edad de 11 años. Hasta entonces había practicado escalada y ballet. Jugó para el Gazte Berriak y el Ardoi y en 2016, con 18 años, ficha por el filial del Athletic Club, mismo año en el que debuta con el primer equipo,  saliendo en el minuto 72 del partido de la jornada 9 que les enfrentaba al Levante y que perdieron por 3-1. 

## Selección nacional
Ha sido campeona del Europa sub-19 en el año 2017 al imponerse a Francia en la tanda de penaltis
|Selección Española]]

## Clubes
| Club          | País   | Año           |
| ------------- | ------ | ------------- |
| Athletic Club | España | 2016-presente |

### Títulos amistosos
| Título                | Club          | País   | Año                 |
| --------------------- | ------------- | ------ | ------------------- |
| Copa de Euskal Herria | Athletic Club | España | 2016,2017,2018,2021 |